# Infanterie-Division Groß-Görschen
Die Infanterie-Division Groß-Görschen war eine deutsche Infanteriedivision im Zweiten Weltkrieg.
Die Division wurde als sogenannte Schatten-Division im September 1944 in Wandern für den Wehrkreis III aufgestellt. Ihr Name ist wahrscheinlich vom Ort Großgörschen oder der am 2. Mai 1813 ausgetragenen Schlacht bei Großgörschen abgeleitet, analog zu den Divisionen Niedergörsdorf, Dennewitz, Katzbach und Möckern, die nach Orten der Befreiungskriege benannt wurden.
Zum 28. September 1944 wurde mit der Division die 587. Volksgrenadier-Division aufgefrischt.
Die Gliederung der Division war:
- Grenadier-Regiment Groß-Görschen 1
- Grenadier-Regiment Groß-Görschen 2
- Grenadier-Regiment Groß-Görschen 3
- Artillerie-Regiment Groß-Görschen